# Аксай (Липецкая область)
Акса́й — деревня Октябрьского сельсовета Усманского района Липецкой области. Стоит на Усманском шоссе. Недалеко от Аксая расположен исток реки Боровицы.
Прежде имел другие названия: Штыки́ и Боровски́е Вы́селки. Последнее говорит о том, что оно было заселено жителями села Боровое.
В 1911 году селение было обозначено как деревня прихода церкви села Куликова.
Название тюркское (ак — белая, сай — балка).

## Население
| 2010 | 2011 |
| ---- | ---- |
| 251  | →251 |